# Ötházpusztai 1. sz. barlang
Az Ötházpusztai 1. sz. barlang a Duna–Ipoly Nemzeti Parkban, Sóskúton található egyik barlang.

## Leírás
A barlang Sóskút külterületén, a település D-i szélénél fekvő, ÉK–DNy-i lefutású völgy K-i oldalában, a települést átszelő főúttól 700 m-re található. A barlang a völgyoldal felső peremének vastagpados szarmata mészkőkibúvásában helyezkedik el. Az üregnek két bejárata van.
Ez a törés mentén létrejött, hasadékjellegű átmenőbarlang valószínűleg egy hajdani nagy barlang maradványa. A majdnem vízszintes helyzetű porózus mészkő-mészhomokkő rétegek jól láthatóak a barlangot befogadó sziklakibúvásban. Az ÉK–DNy-i lefutású üreg D-i bejáratának mennyezetét sík réteglap képezi. Az egész barlang poros, ami a mállásra hajlamos befogadó kőzetanyag miatt van. Képződmény és szemét nincs az üregben. A két barlangbejáraton kívül a barlangnak van még egy kicsiny (ember számára átjárhatatlan) lyuka, melyen keresztül érintkezik a külvilággal az üreg. A könnyen megközelíthető, engedély nélkül járható barlang bejárásához nem szükséges felszerelést használni.
1976-ban volt először Ötházpusztai 1. sz. barlangnak nevezve a barlang az irodalmában. Előfordul a barlang az irodalmában Ötházpuszta 1. sz. barlang (Halász 1964), Ötházpusztai 1.sz. barlang (Halász 1964), Ötház-pusztai 1. sz. barlang (Kordos 1984) és Ötház-pusztai 1.sz. barlang (Gazda 2005) neveken is.

## Kutatástörténet
A Halász Árpád által 1964. január 28-án írt szpeleográfiai terepjelentésben szó van arról, hogy az Ötházpusztai 1. sz. barlang Ötházpusztán (Tárnok, Pest megye, Budai járás), a Dél-Budai-hegységben (Biai-hegységben) helyezkedik el. A barlangot egy terepbejárás során, 1942. augusztus 24-én Halász Árpád fedezte fel és kutatta. A barlangnak nincs irodalmi neve és helyi neve. Javasolt neve: Ötházpuszta 1. sz. barlang, mert célszerű volna a közeli Ötházpuszta nevét adni a barlangnak. A sziklahasadék jellegű barlang hidegvizes eredetű. Az üreg térkép alapján Sóskúttól DK-re, 1 km-re, a Sóskút–Érd országút hídjától É-ra, 200 m-re, 130 m tszf. (Adriai-tengertől mért) magasságban található. Használt térkép: az 1928-ban kiadott Érd és környéke (M = 1:25.000).
A barlang szarmata vékonypados, vastag réteges, 160° (10–15°) dőlésű mészkőben alakult ki. Litoklázisirány: ÉNy–DK. A barlangban alig van kitöltés, de az látszólag érintetlen. A kitöltés kőtörmelékből és humuszból áll. Az üreget a tektonika és a defláció alakította ki. Nagyformák: hasadék, két bejárat. Lakottság nyoma: bővítés. A barlanghoz nem kapcsolódik mese, néphagyomány, monda. Sóskútig autóbusszal lehet utazni, majd onnan gyalog Ötházpuszta irányába 30 perc alatt el lehet jutni a barlanghoz. Az Ötházpuszta mögött lévő völgyben helyezkedik el a barlang, amely munkaruhában járható. A jelentéktelen üreget meg tudja mutatni Halász Árpád. A főág alaprajzi hossza 3–4 m (mellékágak 0 m), a barlang pedig szintén 3–4 m hosszú. Elvégzett munka: tszf. magasság megállapítása (térkép alapján), helymegállapítás, fényképezés. Végzendő kutatások: térképszelvények készítése, feltáró munka végzése.
A Halász Árpád által 1964. január 29-én írt jelentés szerint a Halottak-völgyében, Pest megyében van egy barlang, amely Sóskúttól DK-re, 1 km-re, Ötházpusztától ÉNy-ra, 1,5 km-re, a Sóskút–Érd országúttól ÉK-re, 500 m-re, a völgyön átvezető hídtól É-ra, 200 m-re, Tárnoktól É-ra, 2,5 km-re helyezkedik el. A barlangnak helyet adó völgy kb. 2 km hosszú, ÉK–DNy irányú és kopár karsztos, víztelen. Az üreg a völgy DK-i oldalán, a fennsík szélén lévő mészkőben, 130 m tszf. magasságban található. Az adatok az 1928-ban kiadott, Érd és környéke című térkép (M = 1:25.000) alapján lettek megállapítva. Az üreg megközelíthető Érdről a sóskúti autóbusszal kb. 25 perc alatt. A busszal Ötházpusztáig kell menni. Érd-Parkvárosból gyalog is elérhető a barlang a Berki legelőn át kb. másfél órás gyaloglással. Érdemes ezt az utóbbi utat választani, mert tanulságos (karsztosodó, gyér növényzetű, víztelen) terepen vezet át.
A barlangnak nincs neve. A környéken élők a barlangnak helyet adó völgyet Halottak-völgyének nevezik, mert a völgy terméketlen, kopár, száraz. Célszerű lenne Ötházpusztai 1.sz. barlangnak nevezni a barlangot, mert Ötházpuszta közelében helyezkedik el. Azért ajánlott 1-es számmal jelölni, hogy a később esetleg előkerülő üregek megkülönböztetése és számozása könnyebb legyen. A Berki legelő aszóvölgyeiben lévő természetes üregek, hasadékok felfedezése miatt végzett terepbejárás során, 1942. augusztus 24-én találta meg a barlangot Halász Árpád. Ezen a területen a völgyek oldalain mészkőszirtek láthatók, melyek egyikében sikerült barlangot találnia Halász Árpádnak. Barlangtani szempontból a barlang kialakulásának körülményei miatt érdemes az üreggel foglalkozni.
Szpeleológiai szakirodalomban nem szerepel a barlang, de a környék földtani felépítésével sok szerző foglalkozott. Ez a terület a miocén-pliocén rétegekkel fedett Érdi-fennsík egyik része. A hasadékbarlang szarmata vékonypados mészkőben van, amelyben a puha és kemény rétegek váltakoznak. Ez a 160°-ra 10–15°-kal dőlő mészkő hasonló a sóskúti kőfejtő által feltárt kőzethez. A barlang környéke kopár, fa és bokor nincs, a kevés fű pedig kiszárad a nyári melegben. Néha a völgyben 50 °C a hőmérséklet. Az üreg előtt található völgy száraz, víztelen, nyári felhőszakadások során valóságos folyó jelenik meg benne. Ilyenkor az áradat egy-két m³-es mészkőtömböket is magával ragad. Olyan a völgy talpa, mintha egy óriás sziklákat dobált volna össze-vissza. Ez a rendezetlenség festőivé teszi a völgyet.

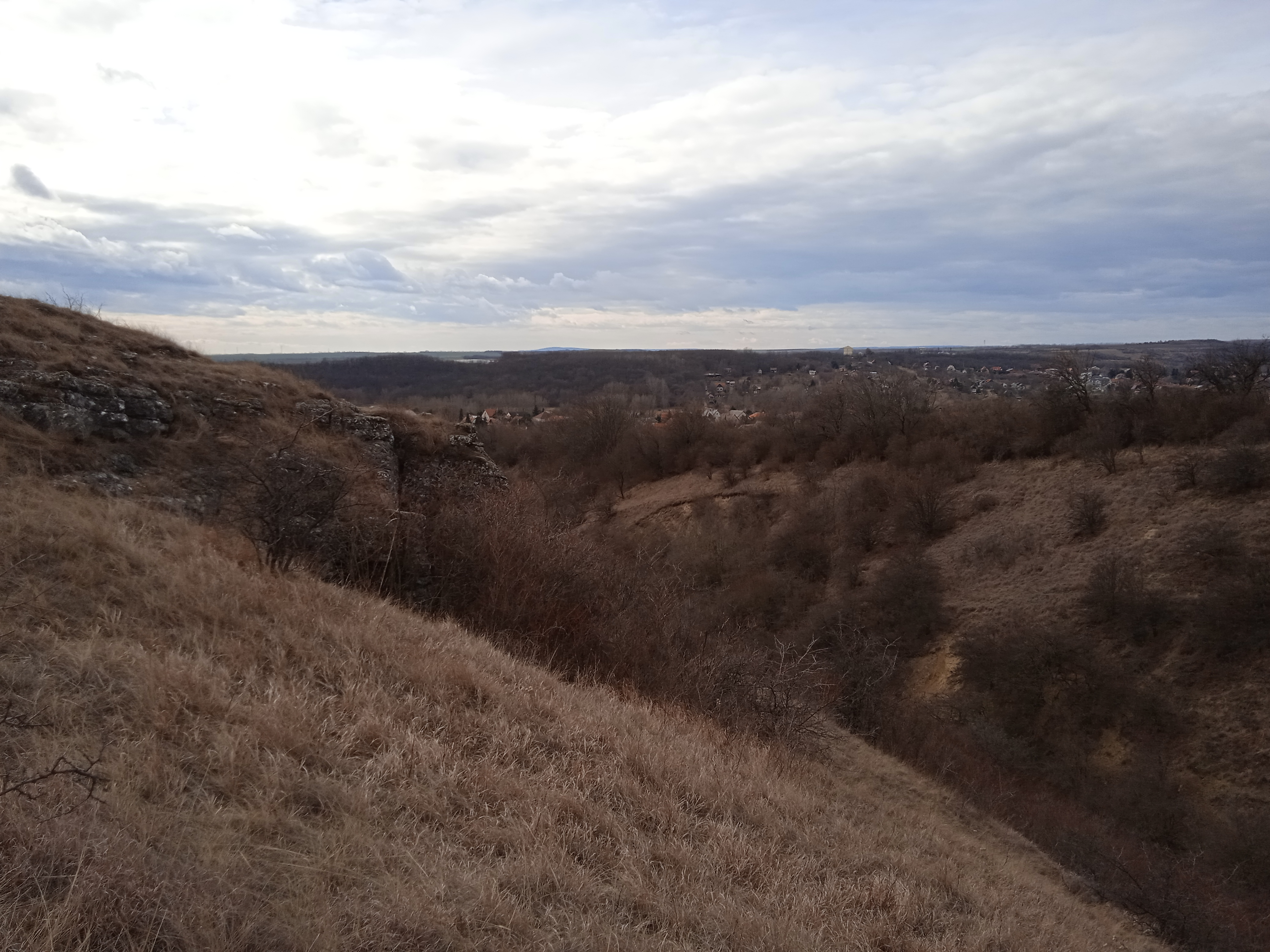
A bokrok takarásában lévő, az Ötházpusztai 1. sz. barlangnak helyet adó sziklakibukkanás

A barlang a tektonikai mozgások hatására kialakult hasadék mentén a leszivárgó (hideg) vizek oldása miatt jött létre. A hasadék dőlés irányú és párhuzamos a völgy fő törésvonalával. A barlang formájának kialakításában a felszíni vizek vettek részt, de a deflációnak is jutott szerep. A barlangbejárat az uralkodó É–ÉNy-i szél irányával szemben volt, ezért könnyen érvényesült a szél munkája. É-i irányban kiterjedő, mikrodefláció által preformált mélyedések láthatók a barlang külső falán és a mészkőfelszíneken. A bemélyedések a kőzet puha és kemény részei szerint váltakoznak. Inszoláció hatására vezethető vissza a völgy oldaláról legördült sok kőzettömb felhalmozódása. Az É–D irányba húzódó barlangnak két bejárata van. Az É-i bejárat előtt van egy néhány m²-es sziklapárkány, amelyről egy 3–4 m hosszú, 1 m széles és 1,5 m magas üregbe lehet jutni. Kevés munkával ki lehet bontani a D-i bejárat felé eső részét. A barlang mennyezete felfelé szűkül. A falakon lévő, simára koptatott nyomok a víz oldó munkájának eredményei. A barlang talpát kb. 50–60 cm vastag fekete humusz borítja, melyben mészkőtörmelék van. A belső rész K-i oldalán van egy 50–60 cm széles folyosószerű üreg.
Nem kapcsolódik a barlanghoz néphagyomány. Régészeti leletet nem talált a barlangban Halász Árpád. Érdekes az 1 m mély, téglalap alakú, függőleges oldalú bevágás, amely a bejárat előtt van és faragás nyomai vannak falain. A barlangot magába foglaló, völgy felé néző szikla oldalán van két kőfülke (kaptárfülke). Ezeknek a felül boltíves fülkéknek méretei feltűnőek, mert 1 m magasak, 60 cm szélesek és 50 cm mélyek. Hasonló kaptárfülkék a Zelezna Baba-barlang sziklájában láthatók. Ezek a jelenlegi ismeretek szerint mesterséges, népvándorláskori üregek. Hamvedrek, urnák tárolására használták a kaptárfülkéket. A fülkéknek valószínűleg csak annyi köze van a barlanghoz, hogy a fülkék készítői rossz időjárás esetén elbújtak átmenetileg a barlangba, lakhely azonban nem volt. Esetleg az urnák elhelyezésekor bújtak a barlangba rossz időjárás esetén. Barlangtani szempontból érdekes a hasadékbarlang, mert a tektonikus úton létrejött repedések mentén kialakult üregek képződéséhez adatokat nyújt. Az üreg egyrészt felveti a defláció jelentőségét a dunántúli uralkodó szélirányok meghatározásához. Másrészt felhívja a figyelmet a szarmata mészkövek karsztjelenségeinek további tanulmányozására. Elképzelhető, hogy régészetileg hasznos, kaptárfülkékhez kapcsolódó adatokat nyújt a barlang.
Az Ötházpusztai 1. sz. barlang (kis mérete miatt) gazdasági és idegenforgalmi szempontból jelentéktelen. Érdemes felkeresni, mert a barlangot rejtő sziklakibukkanásról szép kilátás nyílik a sóskúti völgy és a Dobogó karsztos, kopár fennsíkja felé. A turisztika mellett hasznos, karsztjelenségekhez kapcsolódó megfigyelések végezhetők. Nem érdemes az üreggel tovább foglalkozni, esetleg a barlang kitöltését egy kis ásatással el kell távolítani. A barlang megismerése hasznos adatokat nyújt a készülő barlangkataszter számára. A kéziratban van egy helyszínrajz (M = 1:12.200, kb. 1 cm = 122 m), amelyen megfigyelhető az Ötházpusztai 1. sz. barlang földrajzi elhelyezkedése. A jelentésbe bekerült olyan 2 fénykép, amelyek bemutatják a barlangot. A két fényképen a barlang egy-egy bejárata látható. A fényképeket Halász Árpád 1942. augusztus 26-án készítette.

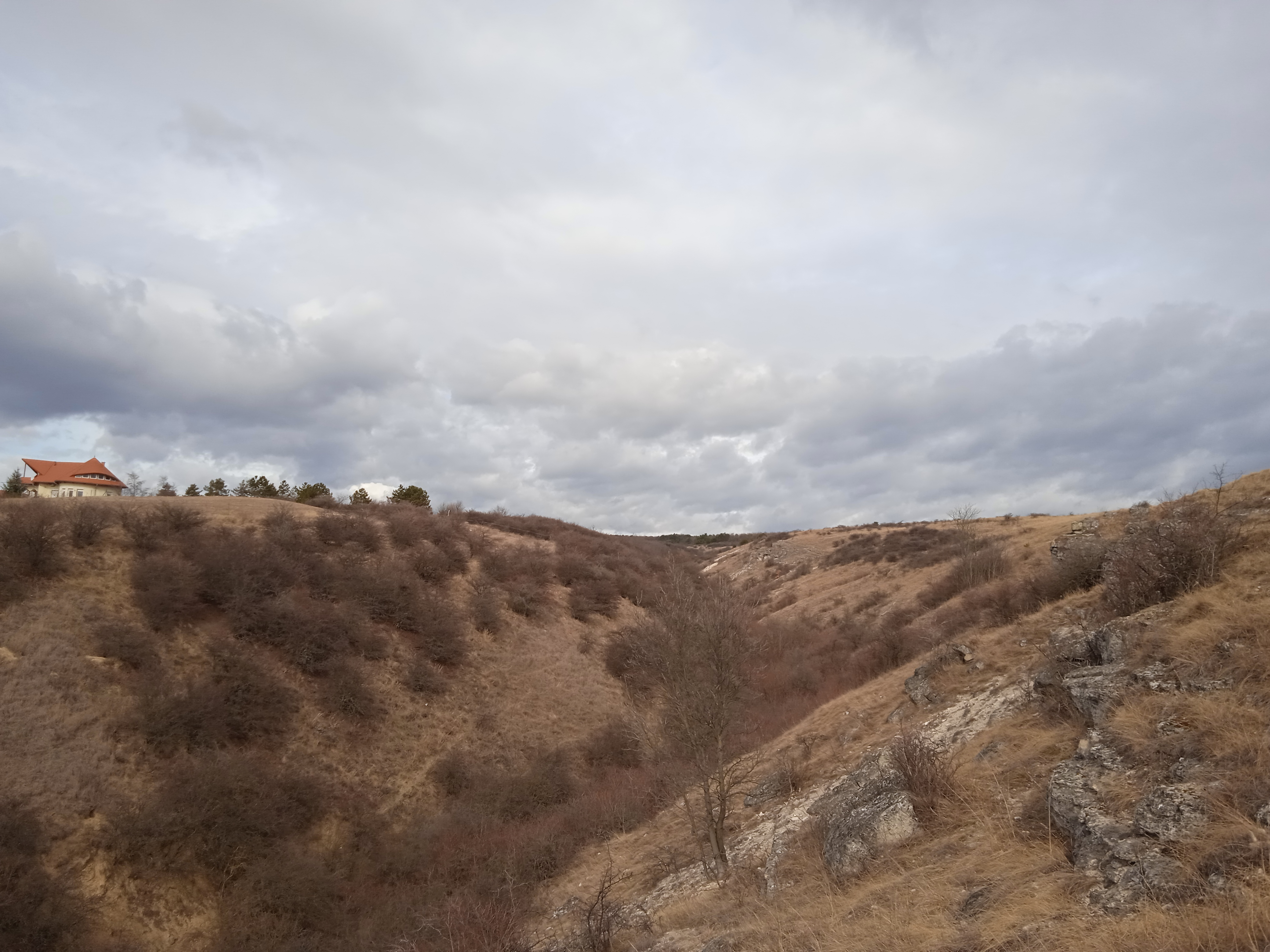
Az Ötházpusztai 1. sz. barlang alatt lévő kis völgy

Az 1976-ban befejezett, Bertalan Károly által írt kéziratban az olvasható, hogy az Ötházpusztai 1. sz. barlang a Budai-hegyekben, Sóskúton helyezkedik el. Sóskúttól KDK-re, 1 km-re, Ötházpusztától ÉNy-ra, 1,5 km-re, a Sóskút–Érd országúttól ÉK-re, 500 m-re, a völgyön átvezető hídtól É-ra, 200 m-re található a barlang. Két bejárata van a 3 m hosszú hasadékbarlangnak. A kézirat barlangot ismertető része egy kézirat alapján lett írva.
Az 1984-ben napvilágot látott, Magyarország barlangjai című könyv országos barlanglistájában szerepel a Budai-hegységben lévő barlang Ötház-pusztai 1. sz. barlang néven. A listához kapcsolódóan látható a Dunazug-hegység barlangjainak földrajzi elhelyezkedését bemutató 1:500 000-es méretarányú térképen a barlang földrajzi elhelyezkedése. 2005-ben Gazda Attila felmérte a barlangot, majd a felmérés alapján, 2005. január 15-én megszerkesztette az Ötház-pusztai 1.sz. barlang (Sóskút, 4720-as barlangkataszteri terület) alaprajz térképét és 4 keresztmetszet térképét. A térképlapon fel van tüntetve az É-i irány. Az alaprajz térképen megfigyelhető a 4 keresztmetszet elhelyezkedése a barlangban.
A barlang 2005. január 8-án, BTI kataszteri felvétel alapján készült nyilvántartólapja szerint az Ötházpusztai 1.sz. barlangnak (4710-es barlangkataszteri terület, Pest megye, Sóskút, Etyeki-dombság) völgyoldalban, sziklafal alján van a két bejárata. Az egyik bejárat 0,9 m széles, 0,55 m magas, természetes jellegű, négyszög alakú és vízszintes tengelyirányú. A másik bejárat 1,55 m széles, 1,25 m magas, természetes jellegű, háromszög alakú és vízszintes tengelyirányú. Az üreg bejáratainak koordinátái: X: 228818, Y: 634800, Z: 164 mBf. A részletesen felmért barlang 9 m hosszú, 2 m függőleges kiterjedésű, 2 m magas, 0 m mély és 7 m vízszintes kiterjedésű. Szarmata (középső miocén) mészkőben (Tinnyei Formáció) húzódik az üreg. A barlang kialakulását előkészítette a tektonika és a rétegződés. Az üreg kifagyásos aprózódás és korrózió miatt jött létre.
Az egyszerű (egyszintes hasadék) térformájú barlang vízszintes, és jellemző szelvénytípusa a hasadék és alagút. Rétegfelület és ősmaradványok vannak az üregben. Szervetlen, helyben keletkezett törmelékkitöltését kőzettörmelék, mészkőkavics és a befoglaló kőzetből kimállott egyéb anyagok képezik. Bejáratainál némi talaj, humusz fordul elő (avar, növénytörmelék, baktérium, gomba, alga). Időszakosan csepegő víz jelenik meg az üregben. A barlang az irodalomban először 1964-ben volt említve (Halász Árpád). Tematikus feldolgozás: térkép, fénykép, kataszter, leírás. A gyakorlatilag érintetlen barlang taposott aljzatú. A könnyen megközelíthető, engedély nélkül látogatható barlang könnyen járható. Illetékes természetvédelmi hatóság: Duna–Ipoly Nemzeti Park.